# Valseca
Valseca est une commune de la province de Ségovie dans la communauté autonome de Castille-et-León en Espagne.

## Sites et patrimoine
- Chapelle dédiée à San Medel
- Chapelle San Roque
- Chapelle Santo Cristo del Humilladero
- Église Nuestra Señora de la Asunción